# No soy un científico
"No soy un científico" es una frase que han utilizado a menudo los políticos estadounidenses, principalmente los republicanos, cuando se les pregunta sobre un tema científico, como el calentamiento global o la edad de la Tierra. Entre los políticos que han utilizado la frase se encuentran John Boehner, Rick Scott, Marco Rubio, Bobby Jindal, y Mitch McConnell. Ha sido criticada por Coral Davenport, que escribe para The New York Times, y por Steven Benen, del programa de Rachel Maddow, y fue satirizada por Stephen Colbert, de The Colbert Report.

El presidente Barack Obama destacó la frase en su discurso del Estado de la Unión de 2015, diciendo:
He oído a algunas personas intentar esquivar las pruebas [del cambio climático global] diciendo que no son científicos; que no tenemos suficiente información para actuar. Bueno, yo tampoco soy científico. Pero sé que conozco a muchos científicos muy buenos en la NASA, y en la NOAA, y en nuestras principales universidades. Y los mejores científicos del mundo nos dicen que nuestras actividades están cambiando el clima y que, si no actuamos con contundencia, seguiremos viendo la subida de los océanos, olas de calor más largas y calurosas, sequías e inundaciones peligrosas y trastornos masivos que pueden desencadenar más migraciones y conflictos y hambre en todo el mundo.
Ford O'Connell, estratega republicano y activista conservador, ha argumentado que la frase "no será un ganador en el campo presidencial" para los candidatos republicanos.
Comentando el fenómeno, el periodista Dan Rather deploró la actitud anticientífica que desprende, pero afirmó que la actitud anticientífica era evidente no sólo entre los republicanos, sino en toda la sociedad estadounidense. Culpó a los medios de comunicación por su escasa cobertura de la ciencia y por presentar una falsa equivalencia entre el consenso científico y la negación del cambio climático.